# الو، کمرون
الو، کمرون (به لاتین: Alou, Cameroon) یک منطقهٔ مسکونی در کامرون است.